# Herrarnas lättvikts-fyra utan styrman i rodd vid olympiska sommarspelen 2004
Herrarnas lättvikts-fyra utan styrman i rodd vid olympiska sommarspelen 2004 avgjordes mellan den 15 och 22 augusti 2004.

## Medaljörer
| Gren                        | Guld                                                               | Silver                                                           | Brons                                                                         |
| Lättvikts-fyra utan styrman | Danmark Thor Kristensen Thomas Ebert Stephan Mølvig Eskild Ebbesen | Australien Glen Loftus Anthony Edwards Ben Cureton Simon Burgess | Italien Lorenzo Bertini Catello Amarante Salvatore Amitrano Bruno Mascarenhas |

## Resultat

### Heat - 15 augusti

#### Heat 1 - 09:19
1. Kanada: Iain Brambell, Jonathan Mandick, Gavin Hassett, Jon Beare, 5:51.18 → Semifinal A/B
2. Nederländerna: Gerard van der Linden, Ivo Snijders, Karel Dormans, Joeri de Groot, 5:52.52 → Semifinal A/B
3. Österrike: Juliusz Madecki, Sebastien Sageder, Bernd Wakolbinger, Wolfgang Sigl, 5:54.07 → Semifinal A/B
4. Serbien och Montenegro: Veljko Urosevic, Nenad Babovic, Goran Nedeljkovic, Milos Tomic, 5:56.12 → Återkval
5. Spanien: Mario Arranz Puente, Jesus Gonzalez Alvarez, Carlos Loriente Perez, Alberto Dominguez Lorenzo, 6:11.70 → Återkval

#### Heat 2 - 9:26
1. Danmark: Thor Kristensen, Thomas Ebert, Stephan Moelvig, Eskild Ebbesen, 5:50.72 → Semifinal A/B
2. Italien: Lorenzo Bertini, Catello Amarante, Salvatore Amitrano, Bruno Mascarenhas, 5:52.17 → Semifinal A/B
3. Tyskland: Martin Mueller-Fackle, Axel Schuster, Stefan Locher, Andreas Bech, 5:52.68 → Semifinal A/B
4. Storbritannien: Mike Hennessy, Tim Male, Nick English, Mark Hunter, 6:05.57 → Återkval

#### Heat 3 - 09:33
1. Australien: Glen Loftus, Anthony Edwards, Ben Cureton, Simon Burgess, 5:50.24 → Semifinal A/B
2. Irland: Richard Archibald, Eugene Coakley, Niall O'Toole, Paul Griffin, 5:52.54 → Semifinal A/B
3. USA: Pat Todd, Matt Smith, Paul Teti, Steve Warner, 5:54.68 → Semifinal A/B
4. Ryssland: Sergej Burkejev, Valerij Saritchev, Aleksandr Savkin, Aleksandr Zjuzin, 5:55.67 → Återkval

### Återkval - 17 augusti
1. Ryssland: Sergej Burkeev, Valerij Saritchev, Aleksandr Savkin, Aleksandr Zjuzin, 5:52.87 → Semifinal A/B
2. Serbien och Montenegro: Veljko Urosevic, Nenad Babovic, Goran Nedeljkovic, Milos Tomic, 5:54.27 → Semifinal A/B
3. Spanien: Mario Arranz Puente, Jesus Gonzalez Alvarez, Carlos Loriente Perez, Alberto Dominguez Lorenzo, 5:56.15 → Semifinal A/B
4. Storbritannien: Mike Hennessy, Tim Male, Nick English, Mark Hunter, 5:58.80

### Semifinaler - 19 augusti

#### Semifinal A
1. Italien: Lorenzo Bertini, Catello Amarante, Salvatore Amitrano, Bruno Mascarenhas, 5:55.02 → Final A
2. Australien: Glen Loftus, Anthony Edwards, Ben Cureton, Simon Burgess, 5:55.22 → Final A
3. Kanada: Iain Brambell, Jonathan Mandick, Gavin Hassett, Jon Beare, 5:57.44 → Final A
4. Österrike: Juliusz Madecki, Sebastien Sageder, Bernd Wakolbinger, Wolfgang Sigl, 5:58.73 → Final B
5. Serbien och Montenegro: Veljko Urosevic, Nenad Babovic, Goran Nedeljkovic, Milos Tomic, 6:00.07 → Final B
6. USA: Pat Todd, Matt Smith, Paul Teti, Steve Warner, 6:01.84 → Final B

#### Semifinal B
1. Danmark: Thor Kristensen, Thomas Ebert, Stephan Moelvig, Eskild Ebbesen, 5:55.85 → Final A
2. Nederländerna: Gerard van der Linden, Ivo Snijders, Karel Dormans, Joeri de Groot, 5:57.47 → Final A
3. Irland: Richard Archibald, Eugene Coakley, Niall O'Toole, Paul Griffin, 5:58.89 → Final A
4. Ryssland: Sergej Burkeev, Valerij Saritchev, Aleksandr Savkin, Aleksandr Zjuzin, 5:59.75 → Final B
5. Tyskland: Martin Mueller-Fackle, Axel Schuster, Stefan Locher, Andreas Bech, 6:03.08 → Final B
6. Spanien: Mario Arranz Puente, Jesus Gonzalez Alvarez, Carlos Loriente Perez, Alberto Dominguez Lorenzo, 6:07.01 → Final B

### Finaler

#### Final A - 22 augusti
1. Danmark: Thor Kristensen, Thomas Ebert, Stephan Moelvig, Eskild Ebbesen, 5:56.85
2. Australien: Glen Loftus, Anthony Edwards, Ben Cureton, Simon Burgess, 5:57.43
3. Italien: Lorenzo Bertini, Catello Amarante, Salvatore Amitrano, Bruno Mascarenhas, 5:58.87
4. Nederländerna: Gerard van der Linden, Ivo Snijders, Karel Dormans, Joeri de Groot, 5:58.94
5. Kanada: Iain Brambell, Jonathan Mandick, Gavin Hassett, Jon Beare, 6:07.04
6. Irland: Richard Archibald, Eugene Coakley, Niall O'Toole, Paul Griffin, 6:09.33

#### Final B - 21 augusti
1. Serbien och Montenegro: Veljko Urosevic, Nenad Babovic, Goran Nedeljkovic, Milos Tomic, 6:19.00
2. Ryssland: Sergej Burkeev, Valerij Saritchev, Aleksandr Savkin, Aleksandr Zjuzin, 6:20.64
3. USA: Pat Todd, Matt Smith, Paul Teti, Steve Warner, 6:22.24
4. Österrike: Juliusz Madecki, Sebastien Sageder, Bernd Wakolbinger, Wolfgang Sigl, 6:22.85
5. Tyskland: Martin Mueller-Fackle, Axel Schuster, Stefan Locher, Andreas Bech, 6:23.28
6. Spanien: Mario Arranz Puente, Jesus Gonzalez Alvarez, Carlos Loriente Perez, Alberto Dominguez Lorenzo, 6:26.15